# Weu Lhok
Weu Lhok is een bestuurslaag in het regentschap Aceh Besar van de provincie Atjeh, Indonesië. Weu Lhok telt 286 inwoners (volkstelling 2010).